# Вайнберг, Роберт
Роберт Вайнберг (англ. Robert Allan Weinberg; род. 11 ноября 1942, Питтсбург, Пенсильвания) — американский учёный и предприниматель, занимался происхождением рака человека на молекулярном уровне. Труды в основном посвящены молекулярной биологии, онкологии и генетике. Удостоился престижнейших отличий.
Член Национальной академии наук США (1985) и Американского философского общества (2000), иностранный член Шведской королевской академии наук, Французской академии наук (2009).
Получил известность как исследователь онкогена Ras, ген-супрессора опухолей белка ретинобластомы.
В 1964 году получил степень бакалавра, в 1969 году получил степень доктора философии в Массачусетском технологическом институте и с 1972 года состоит в нём профессором, занимаясь исследованиями по раку, с 1982 года член его Whitehead Institute. Член Американской академии искусств и наук (1989).

## Награды и отличия
- 1983 — Премия Роберта Коха
- 1983 — Warren Triennial Prize
- 1984 — Премия Ховарда Тейлора Риккетса[нем.]
- 1984 — Премия НАН США в области молекулярной биологии[англ.]
- 1984 — Премия Фельтринелли
- 1987 — Премия Альфреда Слоуна[англ.]
- 1989 — Simon M. Shubitz Cancer Prize and Lectureship
- 1992 — Международная премия Гайрднера
- 1992 — Премия Макса Планка
- 1994 — Премия Харви
- 1995 — Премия Шарля Родольфа Брупбахера[нем.]
- 1997 — Премия Кэйо[англ.]
- 1997 — Национальная научная медаль США в номинации «Биологические науки»
- 1999 — Премия Альберта Эйнштейна
- 2004 — Премия Вольфа по медицине
- 2004 — Премия принца Астурийского
- 2006 — Премия Фонда Уоррена Альперта[англ.]
- 2006 — Kirk A. Landon-AACR Prize for Basic Cancer Research
- 2007 — Медаль Отто Варбурга[англ.]
- 2008 — Artois-Baillet Latour Health Prize[англ.]
- 2009 — Большая медаль Французской академии наук
- 2009 — AACR Distinguished Lectureship in Breast Cancer Research
- 2012 — Pezcoller Foundation-AACR International Award for Extraordinary Achievement in Cancer Research
- 2013 — Премия за прорыв в области медицины — «за описание онкогенов человека»
- 2016 — AACR Award for Lifetime Achievement in Cancer Research[англ.]
- Премия Японии (2021)

Pour le Mérite (1999).